# Nanotribologia
La nanotribologia è un ramo della tribologia che studia i fenomeni di attrito su scala nanometrica.
Nel mondo macroscopico l'attrito può essere ridotto con ingranaggi, cuscinetti e lubrificanti liquidi, ma piccoli dispositivi come sistemi micro- o nanoelettromeccanici (NEMS) richiedono altre soluzioni. Malgrado l'estrema precisione con cui questi dispositivi sono progettati e fabbricati, il loro enorme rapporto superficie-volume porta a notevoli problemi di attrito e usura, che riducono drammaticamente la loro applicabilità e la loro vita media. I lubrificanti liquidi, confinati in strati di spessore molecolare, risultano ad esempio troppo viscosi. Questa situazione ha portato a un certo numero di idee sul modo di ridurre l'attrito su nanoscala, come la superlubrificazione e la termolubrificazione.